# Bei Qi-shu
Bei Qi-shu (kinesiska: 北齊書?, pinyin: Běi Qí Shū)  en officiell kinesisk historik över Norra Qi-dynastin (420 – 589) under de södra och norra dynastierna.
Bei Qi-shu ingår i den officiella historiska kanon som kallas de 24 historieverken (二十四史).
Boken skrev under Tangdynastin av historikern Li Baiyao (李百藥), och var färdig år 636. Av ursprungliga 50 kapitel har bara 17 överlevt (kapitlen 4, 13, 16-25, 41-45 och 50).